# Colonna spezzata
La colonna spezzata o monumento ai caduti in mare è una delle colonne monumentali del centro storico di  Napoli, sita in piazza della Vittoria.

## Storia
Inizialmente, vista la scarsità di fondi, rimase per molto tempo soltanto la base monumentale del 1867 in attesa della grande statua in onore dell'ammiraglio Francesco Caracciolo, fortemente voluta anche da Benedetto Croce                .
Tuttavia nel 1914, al posto dell'attesa statua, si decise di optare verso una soluzione definitiva e meno dispendiosa, ossia la collocazione di una colonna di cipollino di età antica del peso di circa duecento quintali (probabilmente di epoca romana) in memoria di tutti i caduti del mare durante la battaglia navale di Lissa. Per il suo trasporto furono impiegati circa sedici cavalli.
La grande colonna, proveniente dai depositi del MANN, venne rinvenuta nel XVII secolo nei pressi della cattedrale di Napoli ed aveva il ruolo di fungere da ulteriore sostegno per il campanile (rimasto incompiuto).

## Descrizione
Il monumento riporta due iscrizioni. 
La prima, incisa sul rivestimento  in marmo del basamento, nella facciata rivolta ad est, dice:
SUL MARE 
 NAPOLI 
 CHE RICCHEZZE POTENZA EROI EBBE ED ATTENDE 
 DAL MARE 
 QUESTO SEGNO MARMOREO DI SUA ANTICA CIVILTÀ 
 NEL DÌ NATALE DI ROMA DEL MCMXIV 
 POSE»
La seconda iscrizione fu posta su una targa metallica nel 1955 e dice: 
I GLORIOSI CADUTI DEL MARE 
 BENEDICE IL LORO SACRIFICIO 
 E 
 CONSACRA 
 NAPOLI 6 NOVEMBRE 1955»